# Graham Horne
Graham Horne (* 10. Juni 1971) ist ein ehemaliger schottischer Snookerspieler, der zwischen 1991 und 2000 neun Jahre lang als Profispieler aktiv war und zudem 1996 die Snookereuropameisterschaft gewann.

## Karriere

### Anfänge als Amateur
Erstmals auf sich aufmerksam machte Horne, als er 1988 das Viertelfinale der schottischen Snooker-Meisterschaft erreichte und dort mit 2:5 gegen Paul McPhillips verlor. Noch im selben Jahr unterlag er beim dritten Event der WPBSA Pro Ticket Series in der Runde der letzten 32 Dave Finbow, bevor er 1989 im Achtelfinale gegen John Lardner verlor.
Im Jahr 1991 gelang es Horne, mit einem 6:3-Sieg über Michael Valentine die Scottish Open Championship zu gewinnen, bevor er im Finale der schottischen Meisterschaft mit 4:6 gegen Craig MacGillivray verlor. Im Anschluss daran wurde er noch im selben Jahr Profispieler, als die Profitour für alle Spieler geöffnet wurde.

### Erste Profijahre
Dies hatte eine hohe Teilnehmerzahl zur Folge, sodass sich Horne für eine Hauptrundenteilnahme durch zahlreiche Qualifikationsrunden spielen musste. So erreichte er während seiner ersten Profisaison, der Spielzeit 1991/92, lediglich bei drei sieben Turnieren eine höhere Runde als die dritte Runde. Dabei zog er bei der UK Championship in die fünfte Qualifikationsrunde sowie sowohl beim Classic als auch bei den British Open  in die Runde der letzten 128 ein, wo er jeweils gegen Jason Ferguson, Roger Bales und Andrew Cairns verlor. Auf der Weltrangliste wurde er somit auf Rang 207 geführt.
Durch diese Platzierung konnte er in der folgenden Saison sich einige Qualifikationsrunden ersparen, wobei er trotz zweier Auftaktniederlagen bei sieben von zehn Turnieren die Runde der letzten 128 erreichte und in dieser ausschied. Beim fehlenden Turniere handelte es sich um die Snookerweltmeisterschaft, in deren siebenter Qualifikationsrunde Horne ausschied. Auf der Weltrangliste um fünfzig Plätze auf Rang 157 verbessern.
Etwas schlechter verlief für Horne dabei die Saison 1993/94, in der er bei acht von zehn Turnieren nicht über die für ihn zweite Runde hinauskam. Somit erreichte er lediglich bei den European Open und bei den Welsh Open eine höhere Runde, wobei er bei beiden Turnieren erst in der Runde der letzten 96 ausschied; bei ersterem Turnier gegen Danny Fowler, bei zweiterem Turnier mit 0:5 gegen Dave Harold. Auf der Weltrangliste konnte er sich durch diese Ergebnisse um neun Plätze auf Rang 148 verbessern.

### Aufstieg auf Rang 73
In der Saison 1994/95 schaffte es Horne, bei lediglich einem Turnier sein Auftaktspiel zu verlieren, während er bei einem Großteil der Turniere spätestens in der vierten Runde ausschied. Im Gegensatz dazu erreichte er sowohl beim Dubai Classic als auch bei der Snookerweltmeisterschaft die Runde der letzten 128 und unterlag mit Graeme Dott und Jamie Burnett jeweils einem schottischen Landsmann, während er sein bestes Saisonergebnis mit einem Einzug in die Runde der letzten 96 bei den European Open, wo er nach Siegen über unter anderem Murdo MacLeod, Eugene Hughes und Robby Foldvari sich Eddie Charlton geschlagen geben musste. Auf der Weltrangliste verbesserte er sich dennoch um nur drei Plätze auf Rang 145.
Ebenso erfolgreich für Horne verlief die daraufhin folgende Saison, in der Horne unter anderem die Runde der letzten 32 des Non-ranking-Turnieres Benson and Hedges Championship sowie hinsichtlich der Ranglistenturniere bei vier Turnieren die Runde der letzten 128 sowie bei den International Open und bei den British Open die Runde der letzten 96 erreichte. Zudem zog er bei den Thailand Open unter anderem mit einem Sieg über Nigel Gilbert in die Runde der letzten 64 ein und schied dort gegen Dave Finbow aus. Auf der Weltrangliste verbesserte er sich infolgedessen auf Rang 113.
Im Jahr 1996 nahm Horne an der Snookereuropameisterschaft teil und erreichte mit nur einer Niederlage in der Gruppenphase das Endspiel des Turnieres, in dem er sich durch einen 8:5-Sieg über Kristján Helgason zum Europameister kürte. Die Saison 1996/97 lief dagegen für Horne schleppend an, wobei er in der ersten Saisonhälfte außer bei der Benson and Hedges Championship nicht über die Runde der letzten 128 hinauskam. Doch in der zweiten Saisonhälfte besiegte er bei den Thailand Open unter anderem Alex Higgins und Dennis Taylor und zog somit nach überstandener Wildcard-Runde in die Hauptrunde ein, in der er sich allerdings James Wattana geschlagen geben musste. Nachdem er bei den British Open in der Runde der letzten 96 ausgeschieden war, qualifizierte er sich mit Siegen über Barry Mapstone, Joe Perry, Tony Chappel, Mark King und Steve James für die Hauptrunde der Snookerweltmeisterschaft, in der er gegen John Higgins ausschied. Auf der Weltrangliste sprang er somit auf Rang 73, welcher für den Rest seiner Karriere seine beste Weltranglistenplatzierung blieb.

### Letzte Profijahre
Auch im Jahr 1997 nahm Horne wieder an der Snookereuropameisterschaft teil, bei der er diesmal im Halbfinale mit 4:6 dem späteren Europameister Robin Hull unterlag. Während der Saison 1997/98 nahm Horne trotz seiner Weltranglistenposition fast nur an Qualifikationswettbewerben teil, sodass er am Ende der Saison nur noch auf Rang 97 der Weltrangliste geführt wurde.
In der Saison 1998/99 nahm Horne wieder an allen Profievents teil, verlor aber zahlreiche Auftaktspiele, wobei er bei den drei übrigen Turnieren dennoch mehrere Runden überstand. So zog er ins Viertelfinale der Benson & Hedges Championship sowie in die Runde der letzten 64 der UK Championship ein, während er bei den Irish Open die Runde der letzten 48 erreichte. Dennoch verschlechterte er sich auf der Weltrangliste auf 114, wobei er infolgedessen keine Profipartien mehr bestritt und zum Ende der Saison 1999/2000 seine Profikarriere beendete.

## Erfolge
| Ausgang         | Jahr | Turnier                           | Finalgegner        | Ergebnis |
| --------------- | ---- | --------------------------------- | ------------------ | -------- |
| Amateurturniere |      |                                   |                    |          |
| Sieger          | 1991 | Scottish Open Championship        | Michael Valentine  | 6:3      |
| Zweiter         | 1991 | Schottische Snooker-Meisterschaft | Craig MacGillivray | 4:6      |
| Sieger          | 1996 | EBSA-Snookereuropameisterschaft   | Kristjan Helgason  | 8:5      |